# Cephalodella hyalina
Cephalodella hyalina är en hjuldjursart som beskrevs av Myers 1924. Cephalodella hyalina ingår i släktet Cephalodella och familjen Notommatidae. Inga underarter finns listade i Catalogue of Life.